# Илански
Илански (рус. Иланский) град је у Русији у Краснојарском крају. Према попису становништва из 2010. у граду је живело 16111 становника.

## Становништво
| 1939.  | 1959.  | 1970.  | 1979.  | 1989.  | 2002.  | 2010.  |
| ------ | ------ | ------ | ------ | ------ | ------ | ------ |
| 25.319 | 26.911 | 22.852 | 19.995 | 18.409 | 17.073 | 16.111 |